# Ưng bụng hung

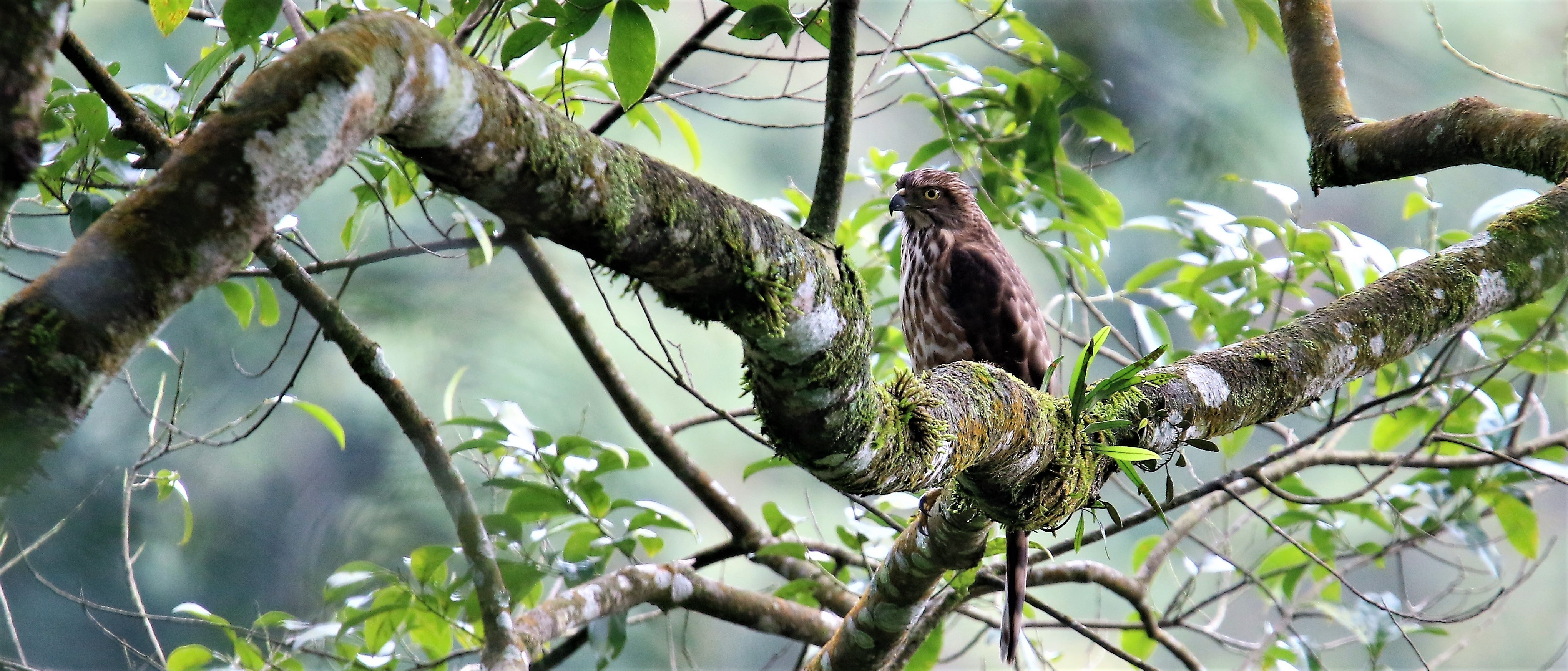
Ưng bụng hung

Accipiter virgatus là một loài chim trong họ Accipitridae.